# Správní budova Spolchemie
Správní budova Spolchemie (přesněji Nová správní budova Spolku pro chemickou a hutní výrobu) je devítipatrová stavba poblíž centra Ústí nad Labem naproti západnímu nádraží. Bývá označována jako první český mrakodrap , avšak z dnešního pohledu se jedná o výškovou budovu, jelikož má pouze 44 metrů. Do výstavby paláce Všeobecného penzijního ústavu roku 1934 v Praze nebo častěji uváděného Baťova mrakodrapu ve Zlíně z roku 1939 se jednalo o nejvyšší stavbu v tehdejším Československu.

## Historie
Budovu si jako své nové sídlo nechal postavit Spolek pro chemickou a hutní výrobu mezi lety 1929 až 1930. Svým účelem tak nahradila původní novogotickou správní budovu z roku 1895, jež se nachází hned vedle. Navržena byla drážďanskou firmou s libereckou pobočkou Lossow & Kühne. Za její předobraz bývají označovány expresivnější budovy z německého Hamburku. Sochařskou výzdobu nad vchodem vytvořil berlínský sochař Hugo Lederer. Ve své době byla vybavena moderní technikou, příkladem je dodnes fungující oběžný výtah páternoster. Od roku 1930 prodělala řadu menších stavebních úprav, zvenku nejvýraznější je pak nástavba výtahové strojovny z 80. let. Původní desetipatrovou budovu tak teoreticky navýšila o jedno patro. Další rekonstrukce probíhaly na začátku 21. století v interiérech. 

### Prohlášení za kulturní památku
V roce 2014 byla podána žádost pracovníky ústeckého pracoviště Národního památkového ústavu o zařazení stavby na seznam kulturních památek. K této žádosti se kladně vyjádřil magistrát města, Ústecký kraj a také městský architekt.  Podle vedení firmy se však příliš historicky cenného nezachovalo a památkovou péči si celá budova tedy nezaslouží, a proto firma podala odvolání. Rozklad byl poté zamítnut ministrem kultury a stavba byla definitivně prohlášena za kulturní památku.

## Vzhled
Budova bývá označována za největší expresionistickou realizaci v Česku. V době výstavby byl také oblíbený funkcionalismus, který se uchytil především v česky mluvících oblastech, přičemž expresionismus byl populární v německy osídlených oblastech, tedy v Československu především v pohraničí.  
Stavba, umístěná na kraji průmyslového areálu, má obdélníkový tvar půdorysu narušený čtyřmi gotizujícími opěráky a portikem před vstupem. Celá fasáda je s výjimkou jednotlivých míst mezi okny v pravidelných okenních pásech pokryta ostře pálenými cihlami fialovohnědé barvy. Shodnou barevnost má celá budova kromě portiku, jenž je výrazně světlý. Nad ním, v úrovni třetího patra, se nachází sochy znojemského resp. berlínského sochaře Huga Lederera, které znázorňují Chemii, Vědu, muže s pochodní (alias Světlo pokroku), ženu s rohem hojnosti (Bohatství z podnikání), Obchod (bůh Merkur) a Práci. Zadní (severní) průčelí je ve středu přerušeno po celé výšce okny schodišťové chodby. 
Za reprezentativní prostory v jinak pravidelném uspořádání jsou považovány vstupní hala, schodišťová hala a ředitelství ve třetím patře. Mezi zachované cenné detaily patří například obklady z leštěné žuly, dveře do jednacích sálů, mnoho původních vestavěných skříní, zábradlí centrálního schodiště a další detaily, často ve stylu art deca. Většina prostor od třetího patra výše neprošla většími úpravami. V posledním poschodí se nachází knihovna a archiv podniku s téměř původním vybavením.

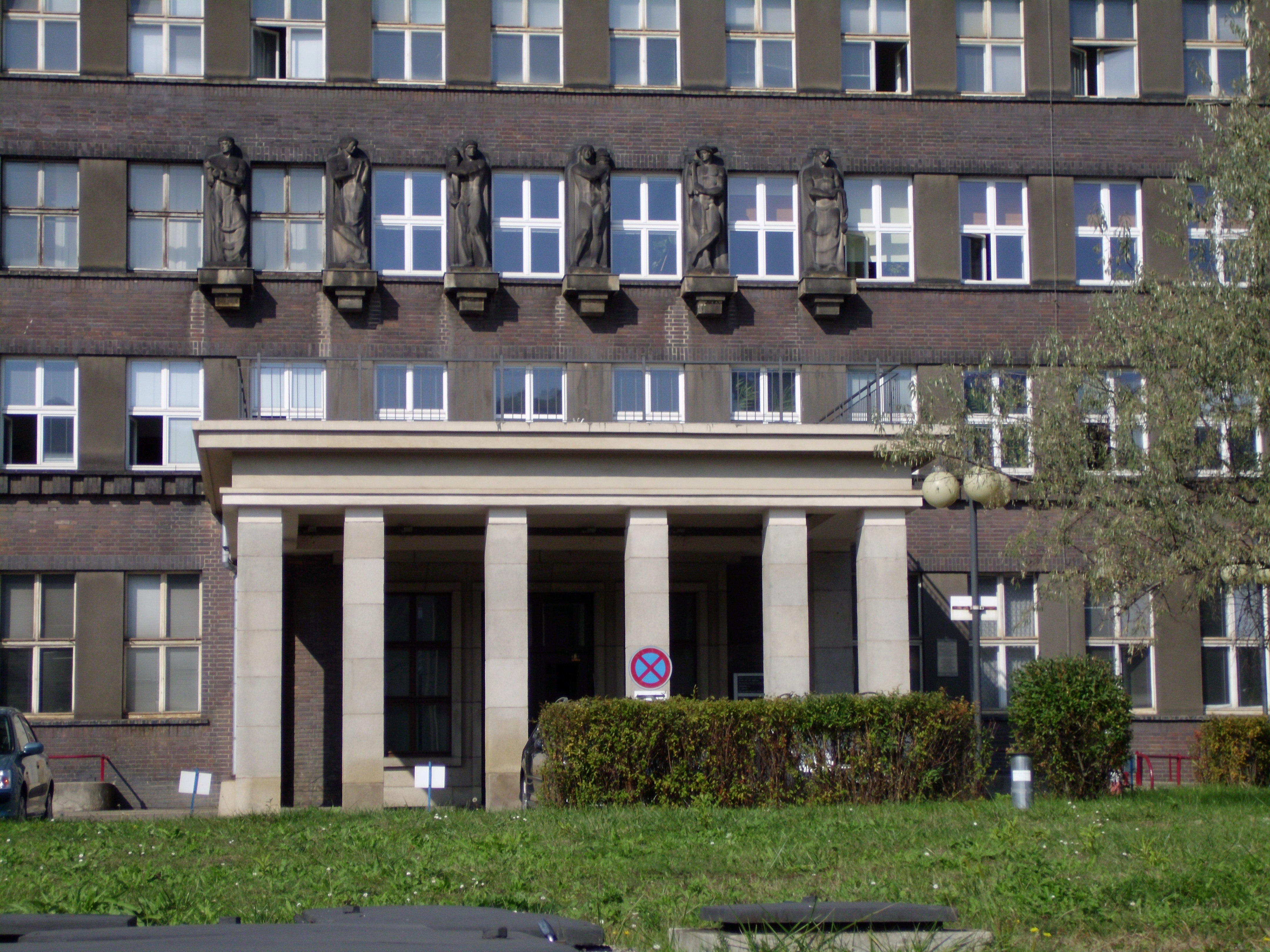
Portikus a sochy u vchodu do budovy
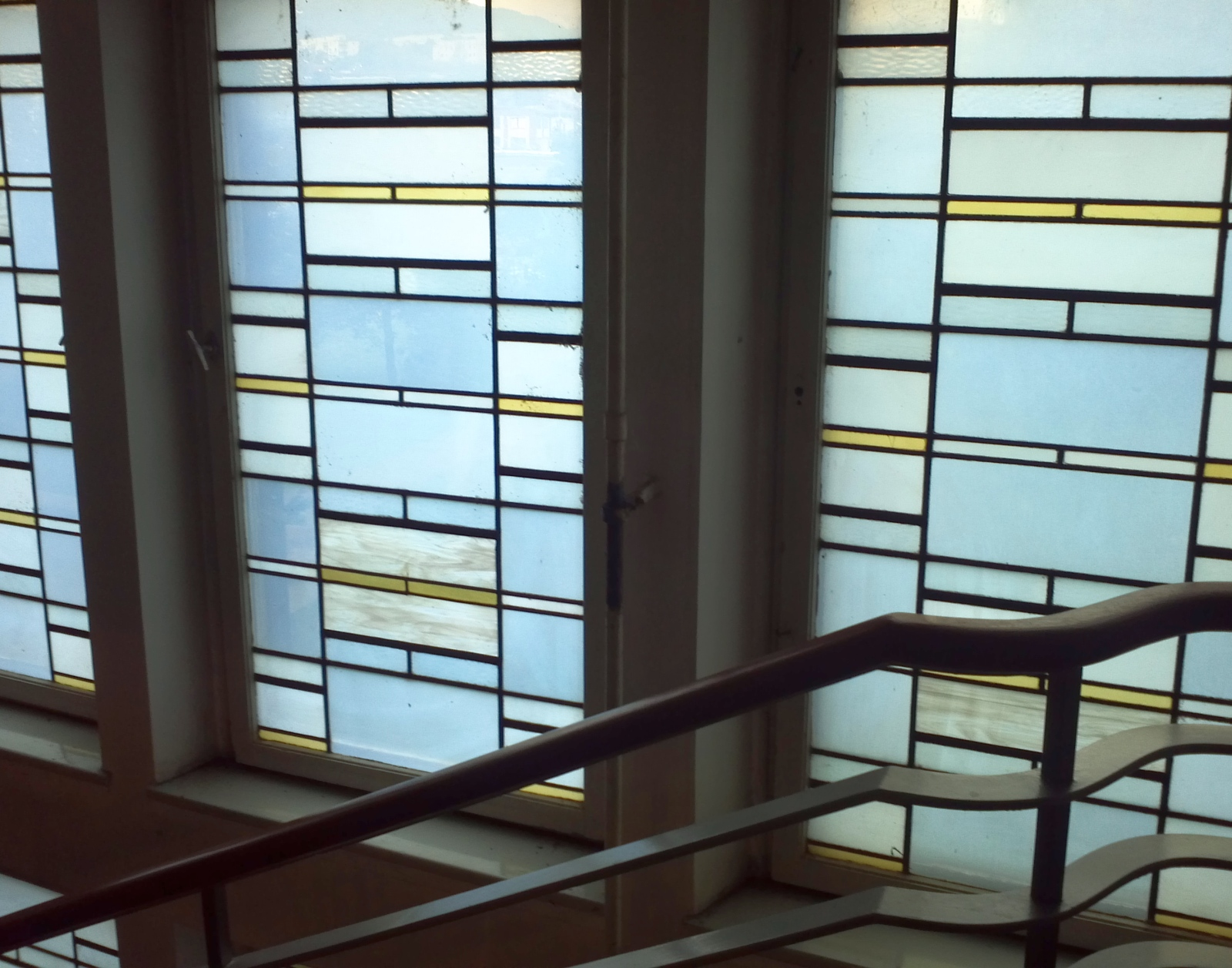
Vitráže na schodišti
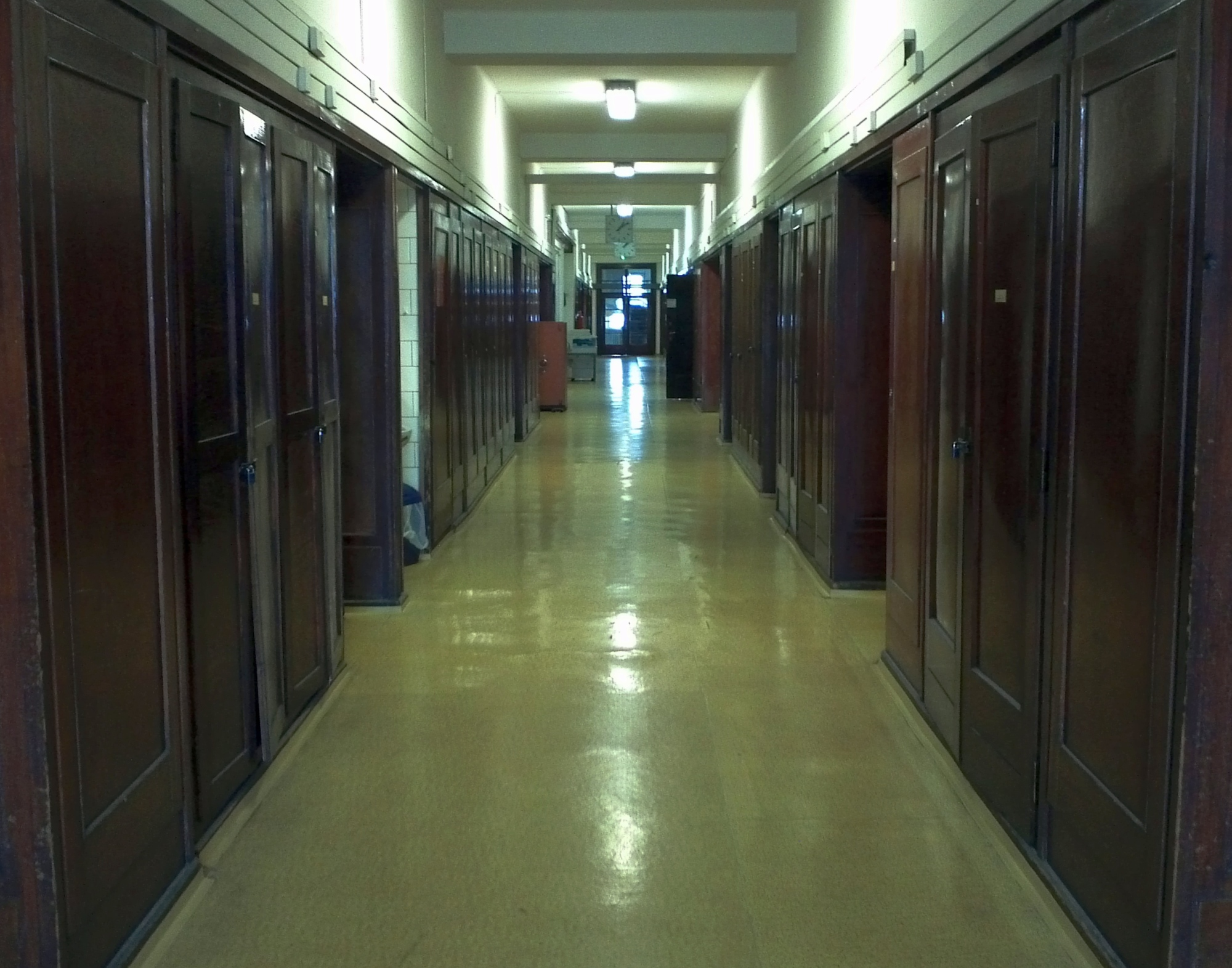
Chodba v 5. patře s vestavěnými skříněmi
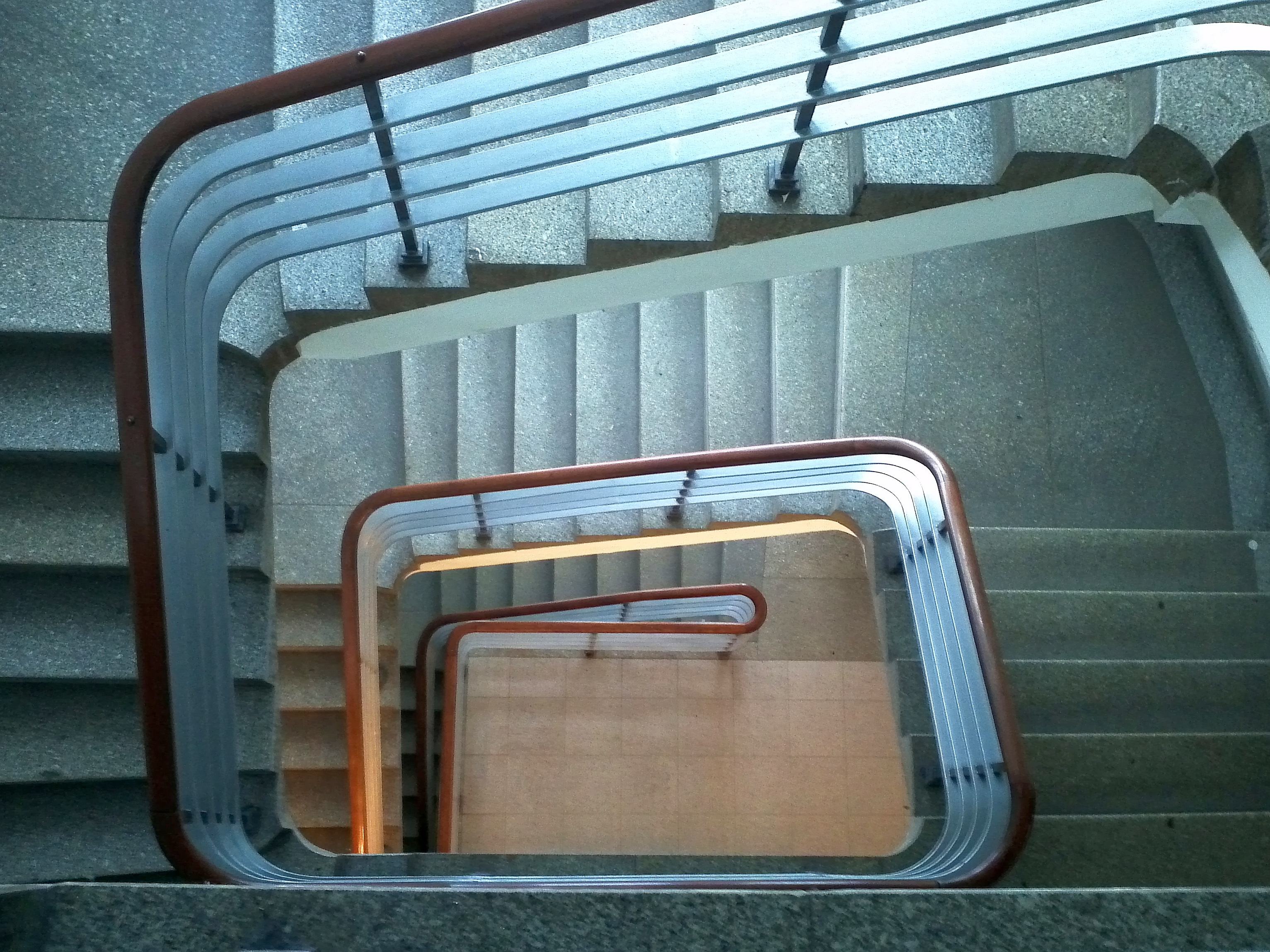
Pohled na schodiště se zábradlím